# Fountain Hill (Pensilvania)
Fountain Hill es un borough ubicado en el condado de Lehigh en el estado estadounidense de Pensilvania. En el año 2000 tenía una población de 4,614 habitantes y una densidad poblacional de 2,526.2 personas por km².

## Geografía
Fountain Hill se encuentra ubicado en las coordenadas 40°36′6″N 75°23′47″O / 40.60167, -75.39639.

## Demografía
Según la Oficina del Censo en 2000 los ingresos medios por hogar en la localidad eran de $40,318 y los ingresos medios por familia eran $46,336. Los hombres tenían unos ingresos medios de $34,808 frente a los $26,537 para las mujeres. La renta per cápita para la localidad era de $18,508. Alrededor del 8.9% de la población estaba por debajo del umbral de pobreza.